# Legge d'attualizzazione
Se una legge di capitalizzazione serve a determinare il valore futuro di un capitale disponibile oggi, una legge di attualizzazione mira a determinare il valore anticipato di un capitale che si suppone disponibile ad una data futura.
Se quindi per una capitalizzazione si può parlare di differimento, per la attualizzazione si deve parlare di anticipazione.
Chiaramente questa anticipazione ha un costo, che si collega al concetto di interesse "passivo", o sconto. Esso deve essere tale per cui, capitalizzando il valore attuale che la legge di attualizzazione prescelta ci propone, si arrivi a determinare un montante il cui valore coincide con il capitale futuro da cui siamo partiti.
La legge di capitalizzazione e il tasso di interesse assunti allo scopo sono univocamente determinati dalla regola di corrispondenza enunciata e si dice per tale motivo che sono tra essi coniugati.
Questa sorta di specularità consente, attraverso le leggi di capitalizzazione, di dedurre le principali caratteristiche delle leggi di attualizzazione ad esse coniugate. E è proprio dei regimi finanziari di attualizzazione associati ai regimi finanziari di capitalizzazione noti  che ci occuperemo.
Vediamo anzitutto la parte assiomatica.
Una generica legge di attualizzazione è espressa dalla relazione:
{\displaystyle V_{a}(t)=G(C_{f},t)\ }
dove {\displaystyle V_{a}\ } è il valore attuale del capitale {\displaystyle C_{f}\ } disponibile al tempo futuro {\displaystyle t\ }.
Per essa devono valere le seguenti proprietà:
1) {\displaystyle G(C_{f},t)\ } definita per {\displaystyle C_{f}\geq 0} e per {\displaystyle t\ } :  {\displaystyle 0\leq t\leq T}
2) {\displaystyle G(0,t)\ =0} per ogni valore di {\displaystyle t\ }
3) {\displaystyle G(C_{f},0)=C_{f}\ }
4) Se {\displaystyle C_{2}>C_{1}\ }, allora  {\displaystyle G(C_{2},t)\geq G(C_{1},t)}
5) Per ogni {\displaystyle t_{2}>t_{1}\ }, {\displaystyle G(C,t_{2})\leq G(C,t_{1})} ; la funzione è quindi monotona non crescente
6) {\displaystyle G(C_{f},t)=C_{f}G(1,t)\ } , per ogni {\displaystyle t\ }
Si noti che la proprietà 2 poteva essere omessa, poiché deducibile dalla 6.
Tuttavia, va detto che la proprietà 6 non sempre è soddisfatta nella pratica, da qui la necessità di specificare la proprietà 2 in modo indipendente.
La proprietà 6 è comunque assunta come vera nella assiomatizzazione matematica perché semplifica, e rende in un certo senso armonico, lo studio di una determinata legge finanziaria.
Isolando il capitale futuro {\displaystyle C_{f}\ } dal resto della funzione, infatti, possiamo studiare un'unica legge G(1,t), nella quale si assume un capitale unitario, applicando poi ad essa il fattore {\displaystyle C_{f}\ }, come coefficiente di proporzionalità, ottenendo in tal modo l'andamento della legge per quel determinato capitale.
È consuetudine in tal senso porre
{\displaystyle g(t)=G(1,t)\ }
e formalizzare la legge di capitalizzazione nella forma
{\displaystyle V_{a}(t)=C_{f}g(t)\ }
Alla funzione {\displaystyle g(t)\ } viene dato il nome di fattore di sconto.
In base ai postulati enunciati, si evincono per la funzione fattore di sconto le seguenti proprietà:
1) {\displaystyle g(t)\ } definita per {\displaystyle t\ }: {\displaystyle 0\leq t<T}
2) {\displaystyle g(0)=1\ }
3) non crescente, quindi, se derivabile, {\displaystyle g^{'}(t)\leq 0}
Una legge di attualizzazione si associa usualmente ad un regime finanziario di attualizzazione, intendendo appunto con il termine regime finanziario di attualizzazione una legge finanziaria che applica un determinato fattore di sconto.
Le tre famiglie di funzioni che vogliamo prendere in considerazione sono in pratica le forme coniugate delle tre famiglie viste per il fattore di montante viste nella sezione Legge di capitalizzazione.
Esse prendono la forma:
{\displaystyle g(t)={\frac {1}{1+ht}}} , {\displaystyle (h\geq 0)} .
questa è la forma coniugata delle 'funzioni affini'. Su questo tipo di funzioni si basa il regime finanziario a sconto semplice o razionale.
{\displaystyle g(t)=e^{-ht}\ } ,   {\displaystyle (h\geq 0)} .
questa è la forma coniugata delle funzioni esponenziali. Su questo tipo di funzioni si basa il regime finanziario a sconto composto.
{\displaystyle g(t)=1-ht\ } , {\displaystyle (h\geq 0)} .
questa è la forma coniugata delle funzioni iperboliche. Su questo tipo di funzioni si basa il regime finanziario a sconto commerciale.
In analogia con le leggi di capitalizzazione, {\displaystyle h\ }è legato al tasso di sconto unitario. Rimandiamo alla sezione legge di capitalizzazione per una adeguata presentazione dei tassi unitari di interesse e di sconto.
Vediamo ora, sinteticamente, i tre regimi finanziari menzionati.
- Regime finanziario a sconto semplice o razionale

È il coniugato del regime finanziario di capitalizzazione a interesse semplice.
Ponendo:
{\displaystyle V_{a}} = valore attuale o somma scontata
{\displaystyle C_{f}} = capitale futuro (disponibile in {\displaystyle t\ }
{\displaystyle D} = sconto
{\displaystyle i} = tasso di interesse della legge di capitalizzazione coniugata
otteniamo:
{\displaystyle V_{a}={\frac {C_{f}}{1+it}}\ } da cui
{\displaystyle D=C_{f}-V_{a}={\frac {C_{f}it}{1+it}}\ }
Se valutiamo la prima relazione con {\displaystyle C_{f}=1\ }, cioè con capitale futuro unitario, essa diventa
{\displaystyle V_{a}={\frac {1}{1+it}}}
Abbiamo così il fattore di sconto razionale {\displaystyle g(t)\ }
{\displaystyle g(t)={\frac {1}{1+it}}}
- Regime finanziario a sconto composto

È il coniugato del regime finanziario di capitalizzazione a interesse composto.
Usando le definizioni date al punto precedente, partiamo dalla relazione generale:
{\displaystyle V_{a}=C_{f}g(t)\ }
individuata la appropriata funzione di capitalizzazione coniugata: {\displaystyle f(t)=(1+i)^{t}\ },
partendo dalla relazione:
{\displaystyle g(t)={\frac {1}{f(t)}}\ } otteniamo
{\displaystyle g(t)={\frac {1}{(1+i)^{t}}}\ } da cui
{\displaystyle V_{a}=C_{f}{\frac {1}{(1+i)^{t}}}\ }
da qui ricaviamo anche lo sconto:
{\displaystyle D=C_{f}-V_{a}=C_{f}[1-{\frac {1}{(1+i)^{t}}}]\ }
Se valutiamo la prima relazione con {\displaystyle C_{f}=1\ }, cioè con capitale futuro unitario, essa diventa
{\displaystyle V_{a}={\frac {1}{1+i}}^{t}}
Abbiamo così il fattore di sconto razionale {\displaystyle g(t)\ }
{\displaystyle g(t)={\frac {1}{1+it}}}
che si può anche esprimere attraverso la forza di interesse {\displaystyle \delta \ }:
{\displaystyle g(t)=e^{\delta t}\ }
con {\displaystyle \delta =ln(1+i)\ }
- Regime finanziario a sconto commerciale

È il coniugato del regime finanziario di capitalizzazione a interesse anticipato.
Sapendo che
{\displaystyle f(t)={\frac {1}{1-dt}}}
dove {\displaystyle d\ }  è il tasso unitario di sconto
{\displaystyle V_{a}=C_{f}-D=C_{f}-C_{f}dt=C_{f}(1-dt)\ } (*)
(*) ricordiamo dalla definizione del regime a interesse anticipato che {\displaystyle D=C_{f}dt\ }